# قطعنامه ۸۱۹ شورای امنیت
قطعنامه ۸۱۹ شورای امنیت سازمان ملل متحد که در تاریخ ۱۶ آوریل ۱۹۹۳ تصویب شد، سندی بین‌المللی دربارهٔ بوسنی و هرزگوین است. این قطعنامه طی نشست ۳۱۹۹ام با ۱۵ رای موافق، ۰ مخالف و ۰ ممتنع تصویب شد.